# Bavvak
Bavvak är en sjö i Arjeplogs kommun i Lappland och ingår i Piteälvens huvudavrinningsområde. Sjön har en area på 0,141 kvadratkilometer och ligger 475,1 meter över havet. Bavvak ligger i Tjeggelvas Natura 2000-område.

## Delavrinningsområde
Bavvak ingår i det delavrinningsområde (739217-157756) som SMHI kallar för Utloppet av Tjeggelvas. Medelhöjden är 506 meter över havet och ytan är 183,37 kvadratkilometer. Räknas de 150 avrinningsområdena uppströms in blir den ackumulerade arean 2 420,16 kvadratkilometer. Avrinningsområdets utflöde Piteälven mynnar i havet. Avrinningsområdet består mestadels av skog (57 procent). Avrinningsområdet har 68,23 kvadratkilometer vattenytor vilket ger det en sjöprocent på 37,2 procent.